# رعاية بديلة

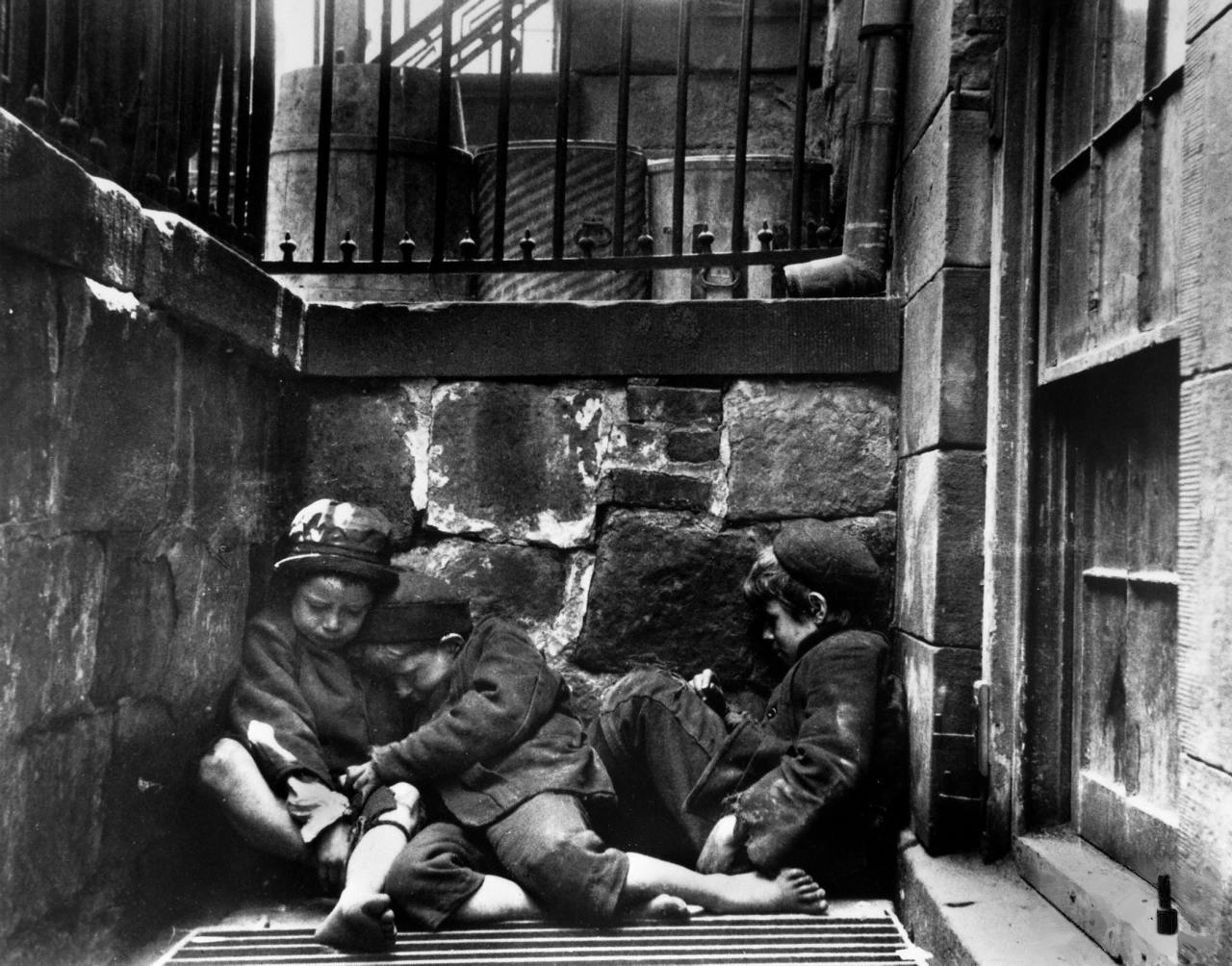
أطفال في شوارع نيويورك 1890

الرعاية البديلة هي نظام يتم فيه وضع القاصر في جناح، أو منزل جماعي (مجمع سكني لرعاية أطفال، أو مركز علاج، أو...)، أو منزل خاص لمقدم رعاية معتمد من الدولة يشار إليه باسم «الوالد المُرَبّي (الكفيل)»، أو مع أحد أفراد الأسرة المعتمدين من قبل الدولة، ويتم عادةً ترتيب وضع الطفل من خلال الحكومة أو وكالة الخدمات الاجتماعية، كما يتم تعويض المؤسسة أو المنزل الجماعي أو الوالد الكفيل عن النفقات ما لم يكن من أحد أفراد العائلة.
تحل الدولة متمثلةً بمحكمة الأسرة ووكالة خدمات حماية الأطفال محل الوالدين في أخذ القرارات القانونية للقاصر، في حين يكون الوالد الكفيل مسؤولًا عن الرعاية اليومية له.
يوضع أكثر من ربع الأطفال المكفولين في رعاية الأقارب، ومعظم هذه الحالات تتم بشكل غير رسمي دون إشراك أي محكمة أو منظمة عامة، ومع ذلك أصبحت رعاية القرابة الرسمية شائعة في الولايات المتحدة بشكل متزايد، وفي عام 2012 تم وضع ربع الأطفال المشمولين في الرعاية البديلة الرسمية مع الأقارب بدلاً من إدراجهم في النظام.

## بحسب البلد

### أستراليا
كانت الرعاية البديلة في أستراليا معروفة باسم "boarding-out"، حيث بدأت مراحلها الأولى في جنوب أستراليا عام 1866 وامتد ذلك إلى النصف الثاني من القرن التاسع عشر، ويقال أن النساء أداروا هذا النظام في المجمل تقريبًا حتى أوائل القرن العشرين، ثم أصبحت السيطرة فيما بعد متمركزة في العديد من دوائر الأطفال الحكومية، «على الرغم من ذلك تنظيم الرعاية البديلة قامت به أيضًا منظمات إنقاذ الأطفال غير الحكومية، فالعديد من المؤسسات الكبيرة ظلت قائمة. هذه المؤسسات اكتسبت أهمية متزايدة منذ أواخر عشرينات القرن العشرين عندما تدهور النظام».
تم إعادة تنشيط النظام في فترة ما بعد الحرب وفي السبعينيات، ولا يزال النظام هو الهيكل الرئيسي لـ «الرعاية خارج المنزل»، حيث اعتنى النظام بالأطفال المحليين والأجانب أيضًا، «صدر تشريع التبني الأول في أستراليا الغربية في عام 1896، لكن الولايات المتبقية لم تعمل به حتى عشرينيات القرن العشرين، حيث كانت بدايات التبني المغلق (دون تواصل من أي نوع بين الأمهات والعائلة الكفيلة) الذي وصل إلى ذروته في الفترة من 1940 إلى 1975، ثم انخفض تبني المولود الحديث بشكل كبير منذ منتصف السبعينات بسبب زيادة التسامح والدعم للأمهات العازبات».

### كمبوديا
الرعاية البديلة في كمبوديا جديدة نسبيًا كممارسة رسمية داخل الحكومة، وعلى الرغم من البداية المتأخرة إلا أنها تحقق حاليًا تقدمًا كبيرًا داخل البلد، مع إبقاء الحكومة الكمبودية، ومع بقاء عدد كبير من دور الأيتام الرسمية وغير الرسمية منذ التسعينات، أجرت الحكومة الكمبودية عدة مشاريع بحثية في عامي 2006 و 2008، مشيرة إلى الإفراط في استخدام دور الأيتام كحل لرعاية الأطفال الضعفاء داخل البلاد، وعلى نحو لافت للنظر، وجدت الدراسات أن نسبة 80% من الأطفال في دور الأيتام لديهم والدين، وفي الوقت نفسه، بدأت المنظمات المحلية غير الحكومية مثل «الأطفال في الأسر- Children In Families» بتقديم خدمات الرعاية البديلة داخل البلد.
```
في السنوات اللاحقة، بدأت الحكومة الكمبودية بتنفيذ سياسات تتطلب إغلاق بعض دور الأيتام، وتنفيذ المعايير الدنيا لمؤسسات الرعاية السكنية، وقد أدت هذه الإجراءات إلى زيادة في عدد المنظمات غير الحكومية التي تقدم الرعاية البديلة، كما ساعدت في وضع مسار لإصلاح الرعاية في جميع أنحاء البلاد، واعتبارًا من عام 2015، تعمل الحكومة الكمبودية مع 
اليونيسف
، والوكالة الأمريكية للتنمية الدولية، والعديد من الحكومات، والعديد من المنظمات غير الحكومية المحلية للاستمرار في بناء الكفاءة على حماية الطفل والرعاية البديلة داخل المملكة.
```

### كندا
يُعرف الأطفال الربيبين في كندا باسم المكفولون الدائمون (مكفولو التاج في أونتاريو)، والمكفول هو شخص ما -في هذه الحالة طفل- يوضع تحت حماية وصي قانوني وهي مسؤولية قانونية تقع على عاتق الحكومة، وفي بيانات التعداد السكاني من عام 2011 تم احتساب عدد الأطفال في الرعاية للمرة الأولى، حيث بلغ عددهم 47,885 طفل، ومعظم هؤلاء الأطفال -29,590، أو حوالي 62%- يبلغون من العمر 14 سنة أو أقل.
يبقى الطفل تحت رعاية الحكومة حتى يصبح خارج عمر الرعاية، بعد ذلك ينتهي الارتباط الحكومي والمسؤولية القانونية تجاه الشاب، وهذا العمر يختلف باختلاف المقاطعة.

### الهند
للرعاية البديلة تاريخ طويل في الهند، حيث بدأت في الستينات من قبل الحكومة المركزية، ثم قُدِّمَت أول خطة غير مؤسسية في ولاية ماهاراشترا في عام 1972، وتم تعديل المخطط في وقت لاحق في عام 2005 باسم «برنامج بال سانجوبال- خدمات غير مؤسساتية».
طبقت كارناتاكا في أواخر التسعينات برنامج رعاية أطفال يركز على الأطفال المحرومين من أبسط متطلبات الحياة الأساسية، وكانت خطط الطوارئ جاهزة حتى في غوجارات بعد زلزال عام 2001، حيث تم إعادة تأهيل حوالي 350 طفلاً مع أقاربهم وجيرانهم في المجتمع، ومع ذلك وعلى الرغم من أن قانون (Juvenile Justice)يدعم في الوقت الحاضر الرعاية البديلة، إلا أن تنفيذ ذلك لا يتم بفعالية.
عدد قليل جدًا من حكومات الولايات طورت برامج رعاية الربيب، ولا تزال الرعاية البديلة تستخدم بشكل كبير كإجراء سابق للتبني، مما يحد من إمكانات هذه الطريقة في توفير الرعاية الأسرية للأطفال، وفي عام 2016 نشرت وزارة النساء وتنمية الطفل نموذج مبادئ توجيهية بشأن الرعاية البديلة، وبدأ مركز الامتياز في الرعاية البديلة للأطفال (The Centre of Excellence in Alternative Care of Children) الذي أنشئ في ديسمبر 2015 بالعمل في مجال الرعاية البديلة عن طريق التوعية بشأنها، من خلال توفير التدريب لجميع الوكالات على جميع المستويات بتفسير الرعاية البديلة ومساعدة المنظمات غير الحكومية والوكالات الأخرى في تنفيذ الرعاية البديلة، وفي فترة قصيرة جدًا من الوقت قاموا بتدريب أكثر من 600 شخص في البلاد.

### اليابان
بدأت الرعاية البديلة في اليابان حوالي عام 1948 مما أدى إلى تمرير قانون رعاية الطفل، وفي الواقع جاءت فكرة رعاية الربيب أو الأطفال المتخلى عنهم حوالي 1392-1490 في اليابان، ويعتبر نظام رعاية الأطفال في اليابان مشابه لحركة قطارات اليتامى لأن تشارلز بريس (الشخص الذي بدأ هذ الحركة) يعتقد أن الأطفال سيكونون أفضل حالًا في المزارع، ويعتقد الناس في اليابان أن الأطفال سيعملون بشكل أفضل في المزارع بدلاً من العيش في المدينة، وكثيرًا ما ترسل العائلات أطفالها إلى عائلة زراعية خارج القرية وتحتفظ فقط بأبنهم الأكبر.
```
وبذلك خدمت عائلات المزارع كآباء بالتبني وكانوا يكافؤون ماليًا لأخذهم الأشقاء الأصغر سنًا، «كان من الشرف أن يتم اختيارهم كآباء بالتبني، والانتقاء يعتمد بشكل كبير على سمعة الأسرة ومكانتها داخل القرية»، وفي حوالي عام 1895 أصبح برنامج الحضانة مشابهًا أكثر للنظام المستخدم في الولايات المتحدة، ذلك أن 
قسم شرطة العاصمة طوكيو
 كانت ترسل الأطفال إلى المستشفى حيث يتم تسوية وضعهم، ولكن بسبب مشاكل ظهرت في النظام -مثل إساءة معاملة الأطفال- بدأت الحكومة بالتخلص التدريجي منه، و«بدأت في زيادة المنشآت المؤسساتية»، وفي عام 1948 تم تمرير قانون رعاية الطفل وزيادة الرقابة الرسمية وخلق ظروف أفضل لنمو الأطفال.
[
10
]
```

### إسرائيل
وافق الكنيست الإسرائيلي في كانون الأول / ديسمبر 2013 على مشروع قانون شارك في صياغته المجلس الوطني الإسرائيلي لشؤون الطفل لتنظيم حقوق والتزامات المشاركين في نظام الرعاية البديلة في إسرائيل.

### المملكة المتحدة
الحضانة والتبني في المملكة المتحدة كانت دائمًا خيارًا، «بمعنى أن أخذ أطفال الآخرين إلى منازلهم ورعايتهم على أساس دائم أو مؤقت»، وعلى الرغم من ذلك، لم يكن هناك أي أساس قانوني لها حتى القرن العشرين.
كان لدى المملكة المتحدة ما يسمى «الوصاية»، وكانت الأسرة تتولى حضانة الطفل عن طريق المحكمة، ولكنها لم تستخدم في كثير من الأحيان لأنها لا تمنح الولي «حقوق الوالدين»، وفي القرن التاسع عشر ظهرت «سلسلة من فضائح تربية الأطفال»، وفي نهاية القرن التاسع عشر بدأوا يطلقون عليها "boarding-out" كما فعلوا في أستراليا، حيث بدأوا في وضع الأطفال في دور الأيتام والإصلاحيات كذلك.
«شهدت الحرب العالمية الأولى زيادة في التبني المنظم من خلال جمعيات التبني ومنظمات إنقاذ الأطفال، وتزايد الضغط من أجل التبني ليتم إعطاؤه وضع قانوني»، ثم تم إصدار أولى القوانين المعتمدة على التبني والرعاية البديلة في عام 1926، «وصل عدد حالات التبني أعلى قيمه في عام 1968، ومنذ ذلك شهد انخفاض هائل في المملكة المتحدة، وذلك لأن الأسباب الرئيسية لتبني الأطفال في المملكة المتحدة كانت الأمهات غير المتزوجات اللاتي يتخلين عن أطفالهن للتبني، والأزواج الجدد الذين يتبنون أطفال شريكاتهم».

### الولايات المتحدة
بدأت الرعاية البديلة في الولايات المتحدة نتيجة لجهود تشارلز لورينج بريس، «في منتصف القرن التاسع عشر، كان حوالي 30,000 من الأطفال المشردين أو المهملين يعيشون في شوارع ومنازل الأحياء الفقيرة في مدينة نيويورك»، أخرج بريس هؤلاء الأطفال من الشوارع ووضعهم مع عائلات في معظم الولايات في البلاد، ويعتقد بريس أن الأطفال سيكونون أفضل مع عائلة مسيحية مزارعة، ويقول بأنه قام بذلك لإنقاذهم من «حياة كاملة من المعاناة».
كان يرسل هؤلاء الأطفال إلى العائلات عن طريق القطار، وهذا ما أعطى الحركة اسم «قطارات اليتامى»، وعندما توفي بريس في عام 1890 تولى أبنائه عمله في جمعية مساعدة الأطفال حتى تقاعدوا، وقد أنشأت جمعية مساعدة الأطفال «نهج الرعاية البديلة الذي أصبح أساسًا لقانون التبني والأسر الآمنة الفدرالي لعام 1997» يدعى التخطيط المتزامن، فهذا أثر بشكل كبير على نظام الرعاية البديلة.
تعمل جمعية مساعدة الأطفال مع الآباء البيولوجيين والآباء المربين لتحقيق الاستمرارية، "من منتصف القرن التاسع عشر حتى عشية الكساد الكبير، تم وضع أطفال قطارات اليتامى مع عائلات قاموا باختيارهم مسبقًا مع الطلب من تحديد العمر والجنس والشعر ولون العين، وفي حالات أخرى كان يتم تجميع الأطفال على منصات أو أرصفة القطارات أو قاعات المدينة ليتم فحصهم من قبل الآباء المحتملين"، وهذا يستحضر صورة اختيار أفضل تفاحة من السلة، «في بعض الأحيان يتم فصل الطفل عن إخوته وأخواته، أو ينتهي به المطاف في عائلة لا تريد منهم سوى العمل، ولكن في معظم الأحيان يتم اختيار الأطفال من قبل عائلة محبة أو بدون أطفال».

## تعيين المكان الملائم
عادةً ما تكون الرعاية البديلة التي تعتمد على الأسرة مفضلة على الأشكال الأخرى من الرعاية المنزلية، ويقصد بأن تكون الرعاية البديلة حلاً قصير الأمد حتى يتم اتخاذ وضع دائم، وفي معظم الولايات يكون الهدف الأساسي هو التوفيق بين الأطفال والوالدين البيولوجيين، ومع ذلك إذا كان الوالدان غير قادرين أو غير راغبين في رعاية الطفل، فإن الخيار الأول للوالدين بالتبني هو قريب مثل العمة أو العم أو الجد، وهذا الأمر معروف باسم رعاية القرابة.
```
إذا لم يكن هناك أي فرد من أفراد العائلة على استعداد أو قادر على التبني، فإن الأفضلية التالية هي أن يتم تبني الطفل من قبل الوالدين الحاضنين أو شخص آخر له دور في حياة الطفل (مثل المعلم أو المدرب)، وهذا للحفاظ على الاستمرارية في حياة الطفل، وفي حال لم يتوفر أي من الخيارين أعلاه، يمكن أن يتبنى الطفل شخص غريب على الطفل.
[
17
]
```

إذا لم يكن أي من هذه الخيارات مجديًا، تكون الخطة للقاصر هي الانتقال إلى ترتيبات المعيشة الدائمة الأخرى المخطط لها (OPPLA)، حيث يسمح هذا الخيار للطفل بالبقاء في عهدة الدولة، ويمكن للطفل البقاء في منزل رعايته مع قريب أو في مؤسسة رعاية طويلة الأجل مثل مجمع رعاية الطفل السكني، أو في مركز علاج بالنسبة للأطفال ذوي الإعاقة التنموية أو الإعاقات الجسدية أو الإعاقات العقلية.
تمت خدمة 671,000 طفل من قبل نظام رعاية الأطفال في الولايات المتحدة في عام 2015، «بعد انخفاض أكثر من 20 في المائة بين السنوات المالية 2006 و2012 إلى مستوى منخفض بلغ 397,000، ارتفع عدد الأطفال في الرعاية البديلة في اليوم الأخير من السنة المالية إلى 428,000 في 2015، مع تغير أعلى بشكل طفيف من 2014 إلى عام 2015 (3.3 ٪) مما لوحظ من عام 2013 إلى 2014 (3.2 ٪)»، وفي عام 2015 كان هناك نحو 112,000 طفل مستعد للعائلات بالتبني في أنظمة الرعاية البديلة في البلاد.
كان متوسط الفترة الزمنية التي قضاها الطفل في الرعاية البديلة في الولايات المتحدة في عام 2015 هو 13.5 شهرًا، وفي ذلك العام قضى 74٪ من الأطفال أقل من عامين في دور الحضانة، في حين أن 13٪ منهم كانوا في رعاية لمدة ثلاث سنوات أو أكثر، ومن بين ما يقدر بـ 427,910 طفل في دور الرعاية في 30 سبتمبر 2015: 43٪ كانوا من البيض، و 24٪ من الأمريكيين من أصل أفريقي، و 21٪ هم من أصل إسباني (من أي عرق)، و 10٪ كانوا أعراقًا أخرى أو أعراقًا متعددة، و 2٪ غير معروفين أو غير قابلين للتحديد.
قد يدخل الأطفال في الحضانة بشكل طوعي أو غير طوعي، حيث يكون الأمر طوعيًا عندما يكون الوالد البيولوجي أو الوصي الشرعي غير قادر على رعاية الطفل، في حين يكون غير طوعيًا عند إبعاد الطفل من والده البيولوجي أو الوصي الشرعي بسبب خطر أو حدوث ضرر جسدي أو نفسي، وفي الولايات المتحدة يدخل معظم الأطفال في الرعاية البديلة بسبب الإهمال، وإذا كان أحد الوالدين البيولوجي أو الوصي القانوني غير راغب في رعاية طفل، يعتبر الطفل عالة ويوضع تحت رعاية وكالة حماية الطفل، تختلف السياسات المتعلقة بالحضانة وكذلك المعايير الواجب توافرها لكي تصبح وليًا ربيبًا وفقًا للقضاء القانوني.

## الاضطهاد والإهمال
من عام 1993 وحتى عام 2002، كان هناك 107 حالة وفاة مسجلة، ونحو 400,000 طفل دون منزل في الرعاية في الولايات المتحدة، وتقريبًا نحو 10٪ من الأطفال بقي في عهدة الرعاية البديلة لمدة خمس سنوات أو أكثر، ويعاني نحو نصف الأطفال في الرعاية البديلة من مشاكل طبية مزمنة، كما يعاني 8٪ منهم من مشاكل عاطفية خطيرة، وفي 2011 نحو 11٪ من الأطفال خرجوا من الرعاية بعد تجاوزهم العمر المحدد من النظام.
يسجل الأطفال في الحضانة معدلات عالية من الاضطهاد، الحرمان العاطفي، والإهمال الجسدي، وفي إحدى الدراسات في المملكة المتحدة «كان الأطفال في الكفالة أكثر بـ 7 إلى 8 مرات، والأطفال في الرعاية السكنية أكثر بـ 6 مرات عرضة للتقييم من قبل طبيب الأطفال لسوء المعاملة بالمقارنة مع طفل من عموم السكان»، ووجدت دراسة في ولاية أوريغون وولاية واشنطن أن نحو ثلث الأطفال المكفولين أفادوا بأنهم تعرضوا لسوء المعاملة من قبل الوالد الكفيل أو شخص بالغ آخر في منزل الرعاية.

## الاضطرابات النفسية والطبية

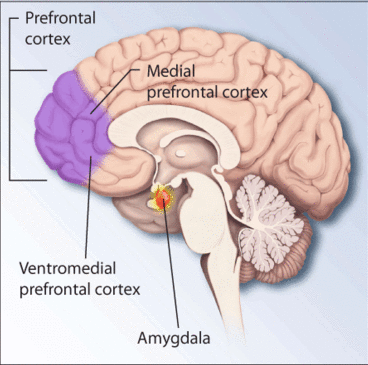
مناطق الدماغ المسؤولة عن التوتر واضطراب ما بعد الصدمة

تم تأكيد وجود انتشار أعلى للاضطرابات الجسدية والنفسية والمعرفية والتخلقية لدى أطفال الرعاية البديلة في دراسات من مختلف البلدان، إذ يعاني الأفراد الذين كانوا في الرعاية البديلة من معدلات أعلى من الاعتلال الجسدي والنفسي مقارنة بباقي عموم السكان، كما يعانون من عدم القدرة على الثقة والتي يمكن أن تؤدي إلى تدهور الوضع.
في دراسة كيسي عن أطفال الرعاية في ولاية أوريغون وواشنطن، وجدوا أنهم يعانون من ضعف حالات الاكتئاب نحو 20 ٪ مقارنة مع 10 ٪، كما وجدوا أنهم يعانون من معدل أعلى لاضطراب ما بعد الصدمة (PTSD) من قدامى المحاربين، حيث 25 ٪ من الذين درسوا يعانون من اضطراب ما بعد الصدمة.
```
لدى الأطفال في الرعاية احتمالية أكبر لوجود اضطراب في فرط النشاط (ADHD) وعجز في الأداء التنفيذي والقلق بالإضافة إلى مشكلات تنموية أخرى، ولدى هؤلاء الأطفال درجات أكثر من السجن والفقر والتشرد والانتحار، وقد أشارت الدراسات التي أجريت في الولايات المتحدة إلى أن بعض مواضع الرعاية البديلة قد تكون أكثر ضررًا للأطفال من البقاء في منزل مضطرب، لكن دراسة حديثة أشارت إلى أن هذه النتائج كانت عرضة للانحياز، وأن الرعاية البديلة تملك تأثير صغير على المشاكل السلوكية.
[
29
]
```

### التطور العصبي
لدى أطفال الرعاية مستويات مرتفعة من هرمون الكورتيزول -وهو هرمون الإجهاد- مقارنة بالأطفال الذين ينشؤون مع والديهم البيولوجيين، ويمكن لمستويات الكورتيزول المرتفعة أن تعرّض الجهاز المناعي للخطر (هاردن بي جيه ، 2004)، كما تعتمد معظم العمليات التي ينطوي عليها النمو العصبي الصحي على وجود علاقات تربية قوية وعوامل بيئية، ويمكن للتأثيرات البيئية السلبية خلال هذه الفترة الحرجة من نمو المخ أن تحمل عواقب مدى الحياة.

### اضطراب ما بعد الرض
لدى الأطفال في الرعاية نسبة أعلى من اضطراب ما بعد الصدمة (PTSD)، وفي إحدى الدراسات 60٪ من أطفال الرعاية البديلة المعتدى عليهم جنسيًا كانوا يعانون من اضطراب ما بعد الصدمة، و 42٪ ممن تعرضوا للإيذاء البدني استوفوا معايير PTSD، كما وُجِدَ اضطراب ما بعد الصدمة أيضًا في 18 ٪ من الأطفال الذين لم يتعرضوا لسوء المعاملة، وقد يكون هؤلاء الأطفال طوروا اضطراب ما بعد الصدمة بسبب رؤية أحداث عنف في المنزل. (مارسينتش ، 2002).
في دراسة أجريت في ولاية أوريغون وواشنطن، وجدت أن معدل اضطراب ما بعد الصدمة في البالغين الذين كانوا في رعاية كفيل لمدة سنة واحدة -تتراوح أعمارهم بين 14-18 عامًا- أعلى من المعدل لدى المحاربين القدامى، بنسبة 25٪ من هؤلاء في الدراسة حققوا معايير التشخيص بالمقارنة مع 12-13% من المحاربين القدماء في حرب العراق، و 15% من المحاربين القدماء في حرب فيتنام، ونسبة 4% من عموم السكان، كما كان معدل التعافي لخريجي منازل الرعاية 28.2 ٪ مقابل 47 ٪ في عموم السكان.

### اضطرابات الأكل
لدى أطفال الرعاية عامل خطر أكبر لمجموعة متنوعة من اضطرابات الأكل بالمقارنة مع عموم السكان، وفي دراسة أجريت في المملكة المتحدة ، شهد 35 ٪ من الأطفال بالتبني زيادة في مؤشر كتلة الجسم (BMI) عندما كانوا في الرعاية، تتميز متلازمة اكتناز الطعام بمجموعة من سلوكيات الأكل الشاذة للأطفال في الرعاية، وهي "نمط من الإفراط في تناول واكتساب الطعام وسلوكيات الاحتفاظ دون السمنة المتزامنة، ويفترض أن هذه المتلازمة ناتجة عن الإجهاد وسوء المعاملة التي يتعرض لها الأطفال ، وقد كانت موجودة لدى 25٪ من مجموعة الدراسة في نيوزيلندا، بالإضافة لذلك، الشره المرضي العصبي هو أكثر انتشارًا بسبع مرات بين أطفال الرعاية البديلة السابقين مقارنة بعموم السكان.

### الفقر والتشرد
نحو نصف أطفال الرعاية البديلة في الولايات المتحدة يصبحون بلا مأوى عندما يبلغون 18 عامًا، "واحد من كل 10 من أطفال الرعاية البديلة يبقى في الرعاية لفترة أطول من سبع سنوات، وكل عام يصل نحو 15000 سن الرشد دون أسرة دائمة -للانضمام إلى صفوف المشردين أو لارتكاب الجرائم وللسجن.
ثلاثة من أصل 10 مشردين في الولايات المتحدة هم أطفال سابقون في الرعاية البديلة، ووفقًا لنتائج دراسة عائلة كيسي للمتخرجين من الرعاية البديلة، فإن ما يصل إلى 80٪ يكونون بوضع سيئ – نحو الربع إلى الثلث من أطفال الرعاية السابقين عند خط الفقر أو تحته، أي ثلاثة أضعاف معدل الفقر الوطني، وفي كثير من الأحيان يكون الأشخاص المشردين تنقلوا لأماكن متعددة كأطفال، بحيث يكون بعضهم في الرعاية البديلة، والبعض الآخر وضعوا في أماكن «غير رسمية» في منازل العائلة أو الأصدقاء.
الأفراد الذين لديهم تاريخ في الرعاية البديلة يميلون إلى أن يصبحوا بلا مأوى في عمر أبكر من أولئك الذين لم يكونوا في الرعاية، كما أن طول الفترة التي يبقى فيها الشخص بلا مأوى أطول في الأفراد الذين كانوا في الرعاية البديلة.

### معدلات الموت بالانتحار
يتعرض أطفال الرعاية البديلة لخطر أكبر للانتحار، ويبقى خطر الانتحار المرتفع مسيطرًا حتى بعد ترك الرعاية البديلة، وفي دراسة صغيرة شملت اثنين وعشرين من شباب تكساس الذين خرجوا من النظام بعد تجاوز العمر، كان لدى نحو 23٪ منهم تاريخ من محاولات الانتحار.
وخلصت دراسة سويدية باستخدام بيانات نحو مليون شخص، منهم 22,305 من أطفال الرعاية السابقين والذين كانوا في رعايتهم قبل بلوغهم سن المراهقة إلى :

#### معدلات الموت
لدى الأطفال في الرعاية معدل وفيات أعلى بشكل عام من الأطفال من عموم السكان، حيث وجدت دراسة أجريت في فنلندا بين الأطفال الحاضرين الحاليين والسابقين حتى سن 24 عامًا ارتفاع معدل الوفيات بسبب تعاطي المخدرات وحوادث والانتحار والمرض، وتعزى الوفيات الناجمة عن المرض إلى زيادة حدوث الحالات الطبية الحادة والمزمنة والتأخر في النمو بين الأطفال في الرعاية البديلة.
نشرت سناتور جورجيا نانسي شايفر تقريرًا بعنوان «الأعمال الفاسدة لخدمات حماية الطفل» تنص على ما يلي:

### الآفاق الأكاديمية
النتائج التعليمية لأطفال الرعاية البديلة السابقين في دراسة خريجي الشمال الغربي:
- أكمل 56٪ من طلاب الرعاية البديلة السابقين المدرسة الثانوية مقارنة بـ 82٪ من إجمالي عدد السكان، مع أن 29٪ من أطفال الرعاية السابقين حصلوا على تطوير التعليم العام مقارنة مع 5 ٪ من عامة السكان.
- 42.7 ٪ أكملوا بعض التعليم بعد المدرسة الثانوية.
- أكمل 20.6 ٪ أي درجة أو شهادة بعد المدرسة الثانوية
- 16.1٪ أكملوا شهادة مهنية، و21.9٪ لمن تجاوزت أعمارهم 25 عامًا.
- 1.8 ٪ أكملوا درجة البكالوريوس، و2.7 ٪ لمن أكثر من 25 عامًا، ومعدل الإكمال لعامة السكان في نفس الفئة العمرية هو 24 ٪، وهو فرق كبير.

استعرضت الدراسة سجلات الحالات لـ 659 من خريجي الرعاية البديلة في شمال غرب الولايات المتحدة الأمريكية، وأجرت مقابلات مع 479 منهم في الفترة بين سبتمبر 2000 ويناير 2002.

### استخدام الأدوية النفسية
كشفت الدراسات أن الشباب في الرعاية البديلة التي يغطيها التأمين الصحي يتلقون العلاج النفسي بمعدل يزيد ثلاثة أضعاف عن عدد الشباب المؤمن عليهم من برنامج المعونة الطبية المؤهلين لدخل الأسرة المنخفض، وفي مراجعة (سبتمبر 2003 إلى أغسطس 2004) للسجلات الطبية لـ 32,135 فرد في الرعاية البديلة في تكساس (0-19 سنة)، تم وصف الأدوية النفسية لـ 12,189، مما أدى إلى حدوث سنوي بنسبة 37.9 ٪ من هؤلاء الأطفال، ونحو 41.3٪ تلقى 3 فئات مختلفة من هذه الأدوية خلال يوليو 2004، و 15.9٪ تلقى 4 أصناف مختلفة، وكانت الأدوية الأكثر استخدامًا هي مضادات الاكتئاب (56.8 ٪)، وأدوية اضطراب نقص الانتباه / فرط النشاط (55.9 ٪)، والأدوية المضادة للذهان (53.2 ٪)، وقد أظهرت الدراسة أن الشباب في الرعاية البديلة غالبًا ما يعالجون بالأدوية العقلية المصاحبة، والتي لا تتوفر أدلة كافية بشأن سلامتها وفعاليتها.

## التدخل العلاجي
غالباً ما يعاني الأطفال في نظام رعاية الطفل من صدمات كبيرة ومتكررة، ووجود خلفية لذلك في دور الرعاية البديلة- خاصة في حالات الاعتداء الجنسي - يمكن أن يكون العامل المطلق لمجموعة واسعة من العوائق النفسية والمعرفية، وقد يؤدي أيضًا إلى التشويش على السبب الحقيقي للمشكلة الأساسية، إذ يمكن ألا يكون لتجربة الرعاية البديلة أي علاقة بالأعراض، ومن ناحية أخرى، قد يتفاقم الاضطراب من خلال وجود تاريخ من الرعاية البديلة وما يصاحب ذلك من إساءات، ومع ذلك فقد تبين أن دماغ الإنسان لديه درجة معقولة من اللدونة العصبية، وقد ثبت أن تكون الخلايا العصبية للبالغين عملية مستمرة.

### سياسات التبني بين الثقافات
يقول مؤلفو كتاب (الرعاية البديلة خلف تقاطع الطرق: دروس من التحليل المقارن الدولي): يوجد أربعة أنواع من أنظمة الرعاية البديلة الحكومية، أولها هو البلدان النامية حيث لا توجد لدى هذه البلدان سياسات تُنفذ لرعاية الاحتياجات الأساسية لهؤلاء الأطفال، ويتلقى هؤلاء الأطفال في الغالب المساعدة من الأقارب، النظام الثاني هو نظام الحكومات الاشتراكية السابقة، والسياق التاريخي لهذه الدول لم يسمح بتطور نظام رعاية الطفل، على الرغم من حث المنظمات غير الحكومية على التطور لكن النظام التقليدي لإضفاء الطابع المؤسسي على هؤلاء الأطفال بقي قائمًا، والنوع الثالث هو بوجود الأنظمة الديمقراطية الليبرالية التي لا تتمتع بالدعم من نظامها السياسي من أجل رعاية هؤلاء الأطفال بالرغم من امتلاك الموارد، وأخيرًا، فإن الديمقراطيات الاجتماعية هي أكثر الحكومات تقدمًا فيما يتعلق بنظام رعاية الطفل، حيث تمتلك هذه الحكومات بنية تحتية ضخمة وتمويل ونظام دعم من أجل المساعدة في رعاية الأطفال.

## التبني
تبني الرعاية البديلة هو نوع من التبني المحلي حيث يتم وضع الطفل في البداية في نظام الرعاية البديلة ويتم بعد ذلك تبنيه، ويمكن وضع الأطفال في دور الرعاية لعدة أسباب بما في ذلك أخذ الطفل من المنزل من قبل وكالة حكومية بسبب سوء المعاملة، وفي بعض الولايات القضائية يتم ترخيص الوالدين بالتبني كأبوين كفيلين من الناحية الفنية بينما يتم الانتهاء من التبني، ووفقًا لمكتب صحة الأطفال والخدمات الصحية في الولايات المتحدة يوجد نحو 408,425 طفل في الرعاية البديلة في عام 2010، و25٪ من هؤلاء الأطفال لديهم هدف التبني، في عام 2015 خرج 243,060 طفل من الرعاية البديلة وتم تبني 22٪ منهم، وعلى الصعيد الوطني في الولايات المتحدة يوجد أكثر من مائة ألف طفل في نظام رعاية الأطفال في انتظار الأسر الدائمة.